# Home (Topic)
Home è un singolo del DJ tedesco Topic, pubblicato il 19 gennaio 2016 su etichetta Warner Music Germany.
Il brano vede la partecipazione vocale del cantante tedesco Nico Santos.

## Tracce
Testi e musiche di Tobias Topic, Jona Selle, Nico Wellenbrink e Matthias Zürkler.
Download digitale
1. Home (feat. Nico Santos) – 3:24

Download digitale – Acoustic Version
1. Home (feat. Nico Santos) (Acoustic Version) – 2:53

Download digitale – Remixes EP
1. Home (feat. Nico Santos) (Extended Mix) – 4:22
2. Home (feat. Nico Santos) (Marcapasos Radio Remix) – 3:34
3. Home (feat. Nico Santos) (B-Case Radio Remix) – 3:22
4. Home (feat. Nico Santos) (Marcapasos Remix) – 5:20
5. Home (feat. Nico Santos) (B-Case Remix) – 5:08

CD singolo (Germania, Austria e Svizzera)
1. Home (feat. Nico Santos) – 3:24
2. Home (feat. Nico Santos) (Acoustic Version) – 2:53

Download digitale – Alle Farben Remix
1. Home (feat. Nico Santos) (Alle Farben Remix) – 3:01

## Formazione
- Topic – produzione, missaggio
- Nico Santos – voce
- Jona Selle – chitarra
- Volker "IDR" Gebhard – missaggio, mastering

## Classifiche

### Classifiche settimanali
| Classifica (2016) | Posizione massima |
| ----------------- | ----------------- |
| Australia         | 11                |
| Austria           | 10                |
| Germania          | 12                |

### Classifiche di fine anno
| Classifica (2016) | Posizione |
| ----------------- | --------- |
| Australia         | 69        |
| Austria           | 63        |
| Germania          | 56        |